# MRT (Bangkok)

Logo der Bangkok Metro

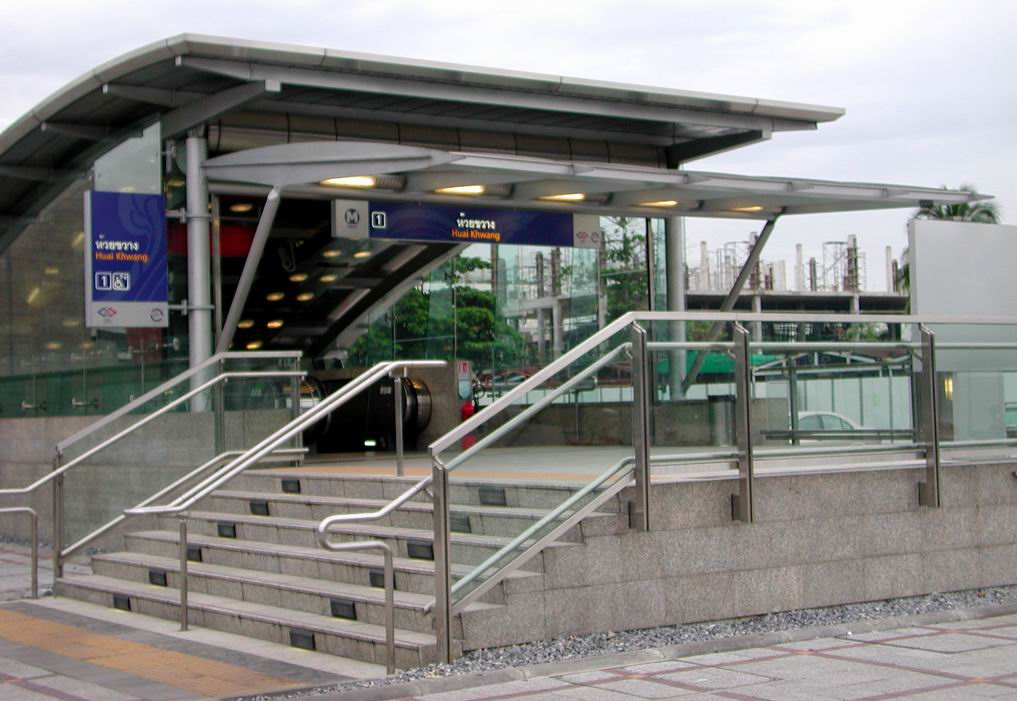
Eingang der Haltestelle Huay Kwang

MRT (kurz für Metropolitan Rapid Transit; thailändisch รถไฟฟ้ามหานคร, RTGS Rot Fai Fa Maha Nakhon, Aussprache: [rót faj fáː mahǎː nákʰɔːn] – wörtlich etwa „hauptstädtischer elektrischer Zug“; kurz รถไฟฟ้า MRT, Aussprache: [rót faj fáː ʔem ʔaː tʰiː], umgangssprachlich auch รถไฟใต้ดิน, [rót faj tâj din] – „Untergrundbahn“) ist ein öffentliches Verkehrssystem in der thailändischen Hauptstadt Bangkok. Es umfasst U-Bahn- und Einschienenbahn-Linien (Monorail). Es wurde von der Bangkok Metro Co. Ltd (BMCL) unter der Aufsicht der Mass Rapid Transit Authority of Thailand (MRTA) gebaut. Die 2004 eröffnete Bangkok Metro ist nach dem Bangkok Skytrain das zweite Massenverkehrssystem in der thailändischen Hauptstadt. Hinzu kommt seit 2010 der Airport Rail Link.
Bislang bestehen zwei konventionelle Metro-Linien, die mit den Farben blau und violett gekennzeichnet werden, sowie zwei Einschienenbahnlinien (gelbe und rosa Linie). Eine weitere U-Bahn-Linie (orange) ist in Bau.

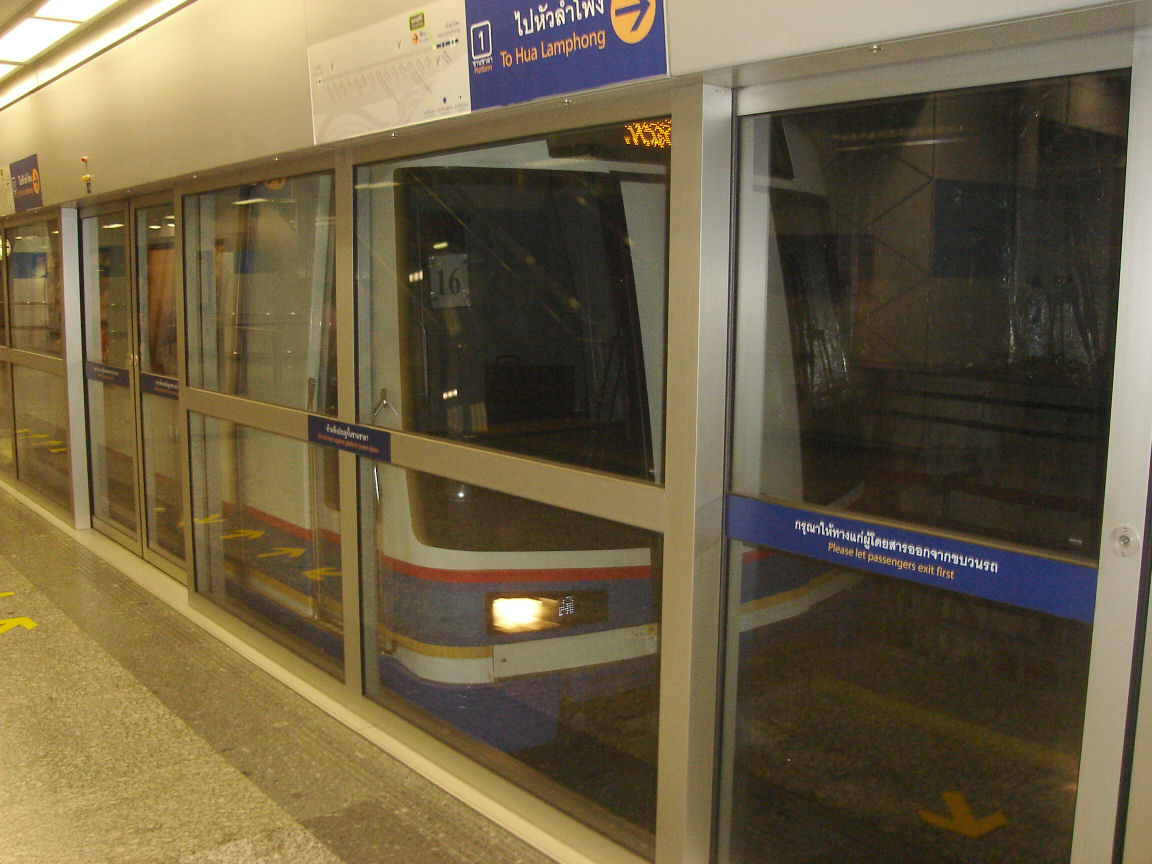
Haltestelle Si Lom: ein Zug fährt ein

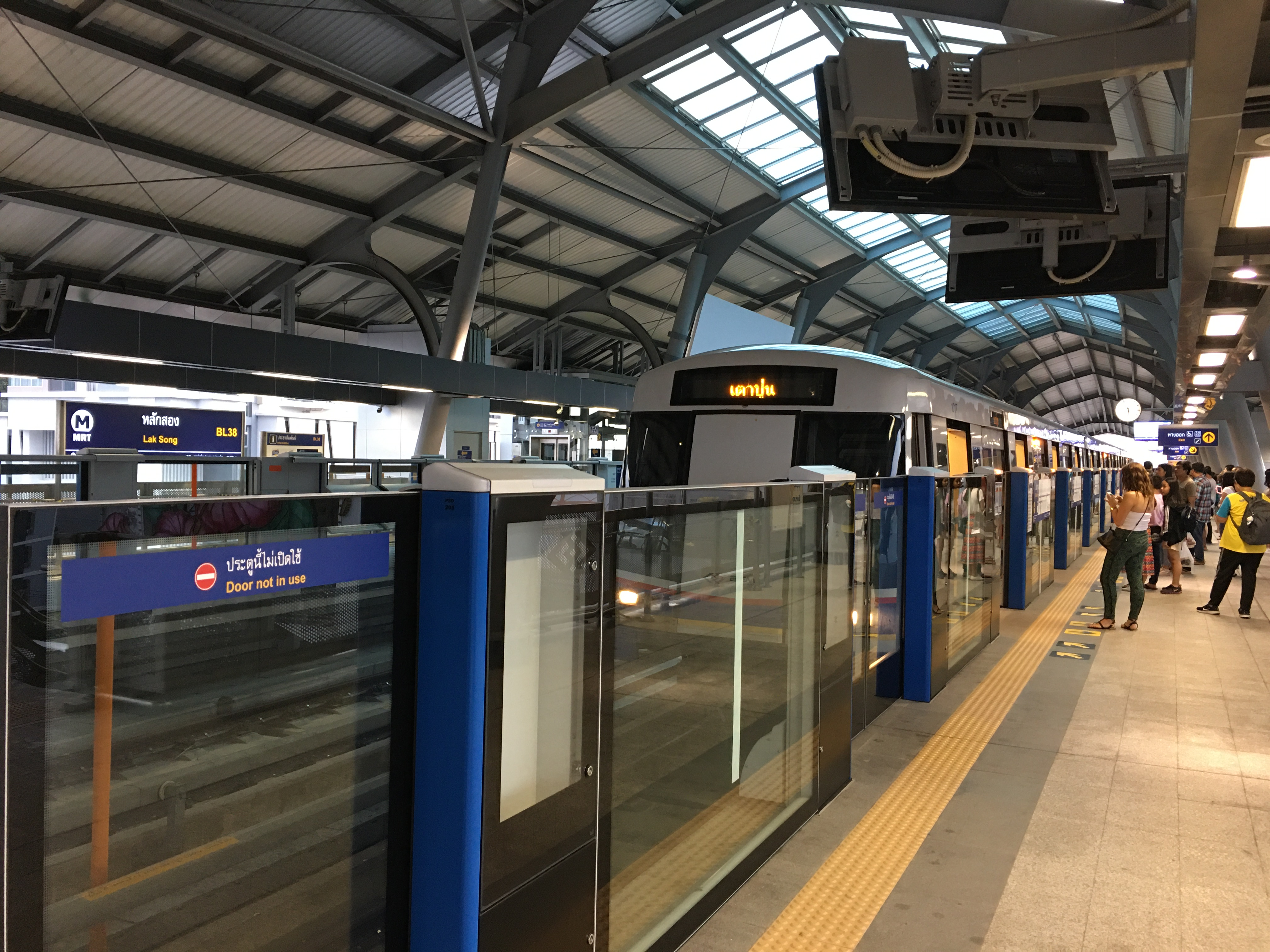
Ein Zug in der Haltestelle Lak Song

## Linien

### Blaue Linie

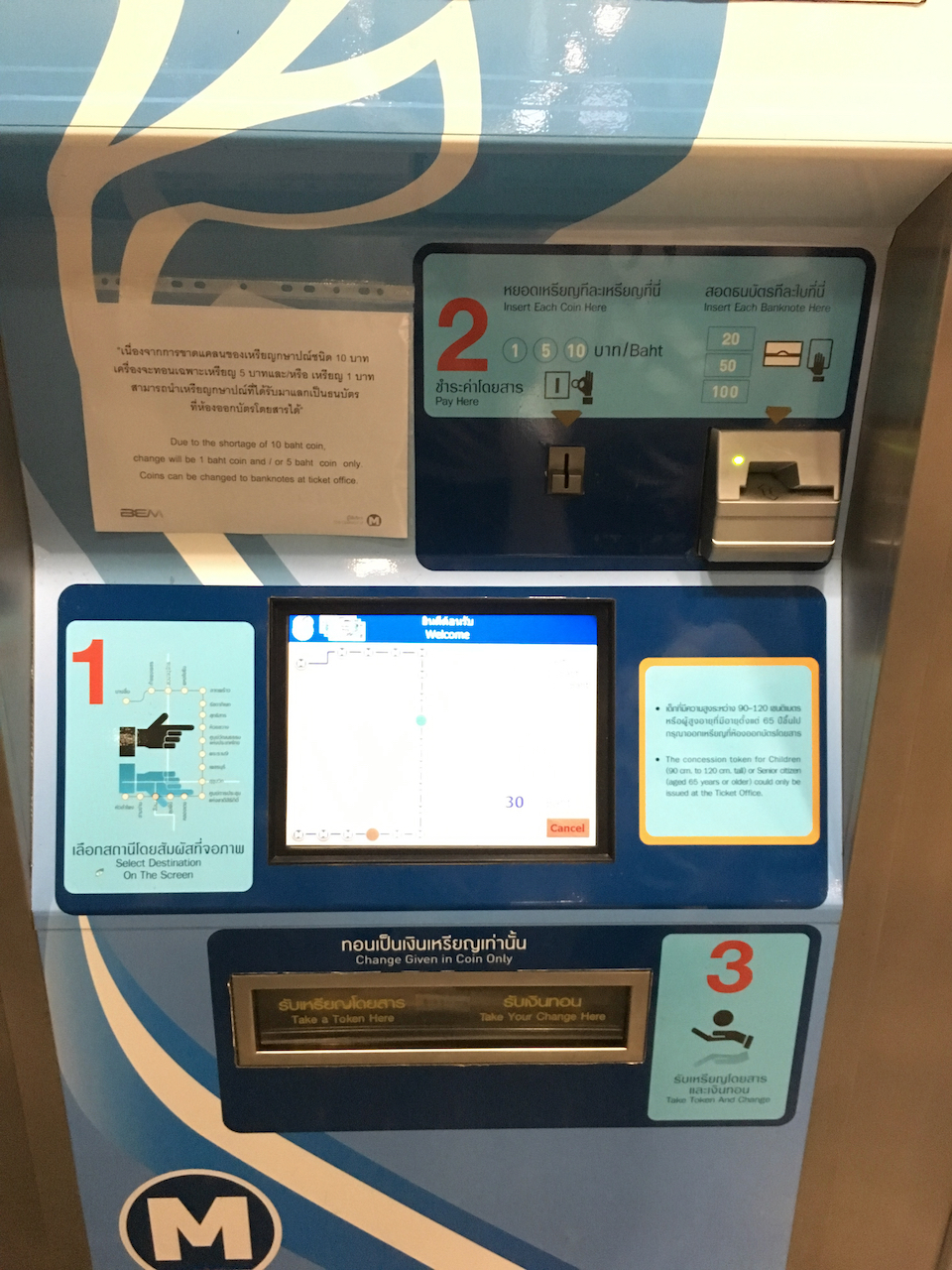
Fahrkartenautomat an einer MRT-Station

Der Bau der ersten Strecke, offizieller Name Chaloem-Ratchamongkhon-Linie („Feier der königlichen Schirmherrschaft“), umgangssprachlich blaue Linie, begann 1999. Sie ist 22 Kilometer lang und hat 19 Haltestellen, die sich derzeit zwischen Tao Poon und Hua Lamphong befinden. Umsteigemöglichkeiten zum Skytrain bestehen in Si Lom/Saladaeng (an der Kreuzung Rama IV. und Silom Road), Sukhumvit/Asok (an der Kreuzung Sukhumvit Road und Soi 21 Asok) und Chatuchak/Mo Chit am Chatuchak-Wochenendmarkt. Die Kapazität pro Fahrtrichtung beträgt ca. 40 000 Fahrgäste pro Stunde.

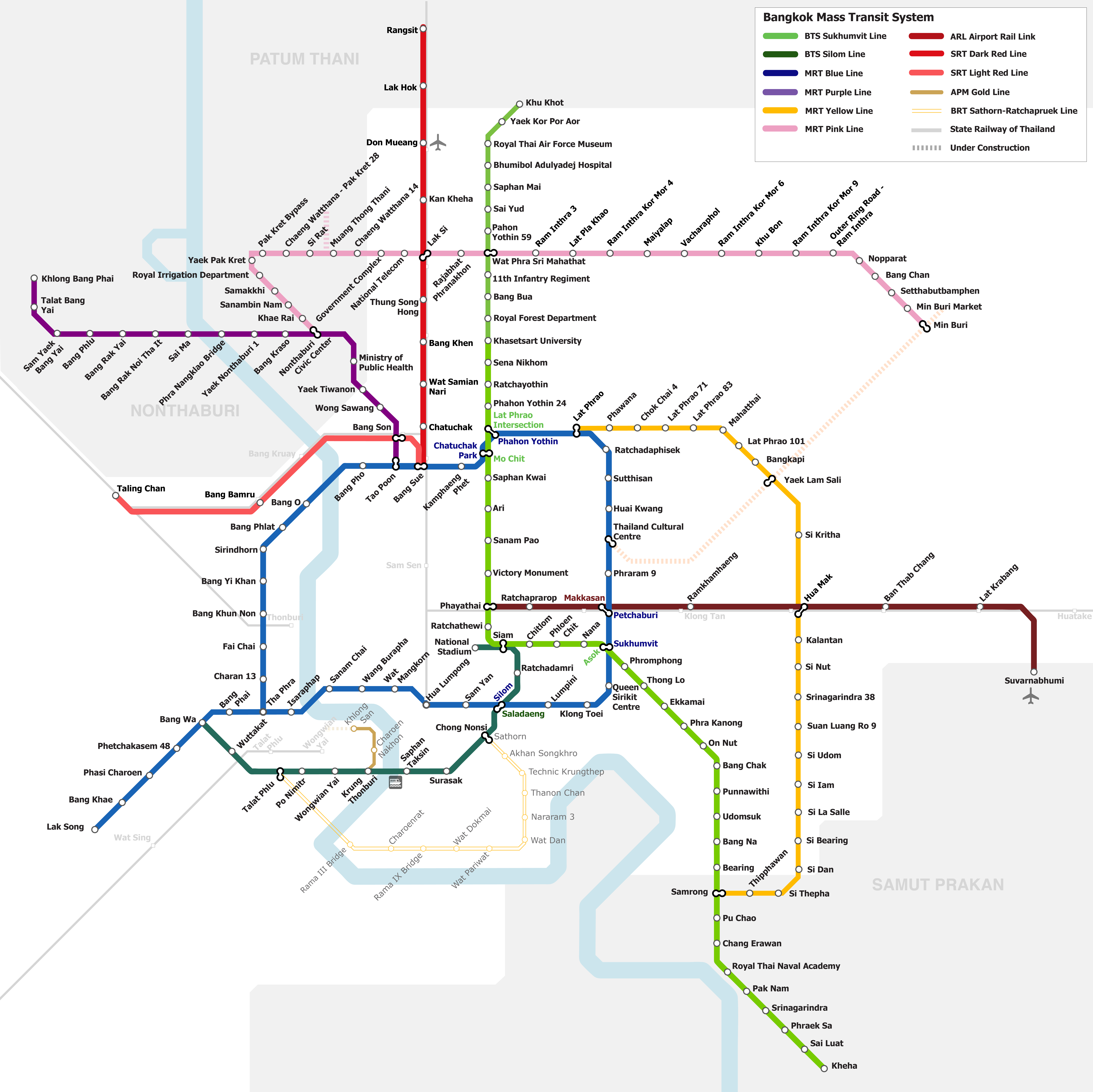
Netzplan von Bangkok Metro, Bangkok Skytrain, Suvarnabhumi Airport Rail Link und S-Bahn Linien (Dez. 2023)

Durch mehrfache Verzögerungen wurde die Strecke schließlich für einen begrenzten öffentlichen Testlauf am 13. April 2004 eröffnet. Die offizielle Eröffnung fand am 3. Juli 2004 um 19.19 Uhr durch König Bhumibol Adulyadej und Königin Sirikit statt. Fahrgäste berichteten, dass das U-Bahn-System innerhalb der darauffolgenden halben Stunde mit voller Kapazität ausgelastet war.
Am 11. August 2017 wurde die Linie um eine Station vom bisherigen Endpunkt in Bang Sue nach Tao Poon erweitert. Dort besteht eine Umsteigemöglichkeit zur violetten Linie.
Die nördliche Erweiterung von Tao Poon bis Tha Phra wurde am 30. März 2020 offiziell eröffnet. Ein Teilstück mit vier Stationen bis Sirindhorn wurde am 4. Dezember 2019 im kostenlosen Probebetrieb eröffnet. Die Züge verkehrten im Probebetrieb von 10 bis 16 Uhr. Der Probebetrieb wurde Mitte Februar 2020 bis Tha Phra verlängert und war bis zum offiziellen Eröffnungstag kostenlos zu benutzen.
Die südliche Erweiterung von Hua Lamphong nach Lak Song befand sich bis Tha Phra seit 29. Juli 2019 in Probebetrieb. Am 24. August 2019 wurde der kostenlose Probebetrieb um zwei Stationen bis Bang Wa verlängert. Die Stationen wurden im Probebetrieb nur von 7 bis 21 Uhr im 8-Minuten-Takt befahren. Ein Umstieg an der Station Hua Lamphong war ebenfalls erforderlich. Am 29. September 2019 wurde die komplette Erweiterung nach Lak Song offiziell eröffnet.
Liste der Haltestellen
- Bahnhof Tha Phra (ท่าพระ) – Umsteigemöglichkeit zum Südast der Blauen Linie der Bangkok Metro; Markt Talat Phlu
- Charan 13 (จรัญฯ 13) – Siam Technology College
- Fai Chai (ไฟฉาย) – Fai Chai Junction
- Bahnhof Bang Khun Non (บางขุนนนท์) – Umsteigemöglichkeit zur SRT-Station Charan Sanitwong
- Bang Yi Khan (บางยี่ขัน)
- Sirindhorn (สิรินธร)
- Bang Phlat (บางพลัด) – Wat Awut Wikasitaram
- Bang O (บางอ้อ) – Yanhee-Krankenhaus
- Bang Pho (บางโพ) – Umsteigemöglichkeit in das „Chao-Phraya-Express-Boat“ und weitere Flussfähren am Bang Po Pier.
- Bahnhof Tao Poon (เตาปูน) – Umsteigemöglichkeit zur Violetten Linie der Bangkok Metro
- Bahnhof Bang Sue (บางซื่อ) – Umsteigemöglichkeit zu den Bahnhöfen Bang Sue Junction sowie Phahon Yothin der State Railway of Thailand (SRT)
- Kamphaeng Phet (กำแพงเพชร) – Chatuchak-Markt und MOF Farmers’ Market, Park-and-ride-Möglichkeit
- Bahnhof Chatuchak Park (สวนจตุจักร) – Umsteigemöglichkeit zum Bangkok Skytrain (Haltestelle Mo Chit)
- Bahnhof Phahon Yothin (พหลโยธิน) – Umsteigemöglichkeit zum Bangkok Skytrain (Haltestelle Ha Yaek Lat Phrao); Einkaufszentrum Central Plaza Lat Phrao und St. John’s University.
- Lat Phrao (ลาดพร้าว) – Park-and-ride-Möglichkeit
- Ratchadaphisek (รัชดาภิเษก)
- Sutthisan (สุทธิสาร)
- Huai Khwang (ห้วยขวาง)
- Bahnhof Thailand Cultural Centre (ศูนย์ วัฒนธรรมแห่งประเทศไทย) – Park-and-ride-Möglichkeit; geplante Umsteigemöglichkeit mit der geplanten Orange Linie; Einkaufszentren Jusco, Carrefour und The Street Ratchada
- Phra Ram 9 (พระราม 9) – Einkaufszentren CentralPlaza, Fortune Town und IT mall
- Bahnhof Phetchaburi (เพชรบุรี) – Umsteigemöglichkeit zum Bahnhof Makkasan des Suvarnabhumi Airport Rail Link
- Bahnhof Sukhumvit (สุขุมวิท) – Umsteigemöglichkeit zum Skytrain (Haltestelle Asok); Geschäftsstelle der Siam Society
- Queen Sirikit National Convention Center (ศูนย์การประชุมแห่งชาติสิริกิติ์) – Königin-Sirikit-Kongresszentrum & Stock Exchange of Thailand
- Khlong Toei (คลองเตย)
- Lumphini (ลุมพิน) – Lumphini-Park (Suan Lumphini).
- Bahnhof Si Lom (สีลม) – Umsteigemöglichkeit Skytrain (Haltestelle Sala Daeng); Lumphini-Park
- Sam Yan (สามย่าน) – Chulalongkorn-Universität
- Bahnhof Hua Lamphong (หัวลำโพง) – Hauptbahnhof der State Railway of Thailand (SRT)
- Wat Mangkon (วัดมังกร) – Thanon Yaowarat (Chinatown)
- Sam Yot (สามยอด)
- Sanam Chai (สนามไชย) – Großer Palast, Wat Pho
- Itsaraphap (อิสรภาพ) – Wat Arun
- Bahnhof Tha Phra (ท่าพระ) – Umsteigemöglichkeit zum Nordast der Blauen Linie der Bangkok Metro; Markt Talat Phlu
- Bang Phai (บางไผ่)
- Bahnhof Bang Wa (บางหว้า) – Umsteigemöglichkeit zum Skytrain (Haltestelle Bang Wa)
- Phetksasem 48 (เพชรเกษม 48)
- Phasi Charoen (ภาษีเจริญ) – Einkaufszentrum Seacon Bangkae
- Bang Khae (บางแค) – Bang Khae Markt
- Lak Song (หลักสอง) – Einkaufszentrum The Mall Bang Khae

### Violette Linie

Verlauf der violetten Linie

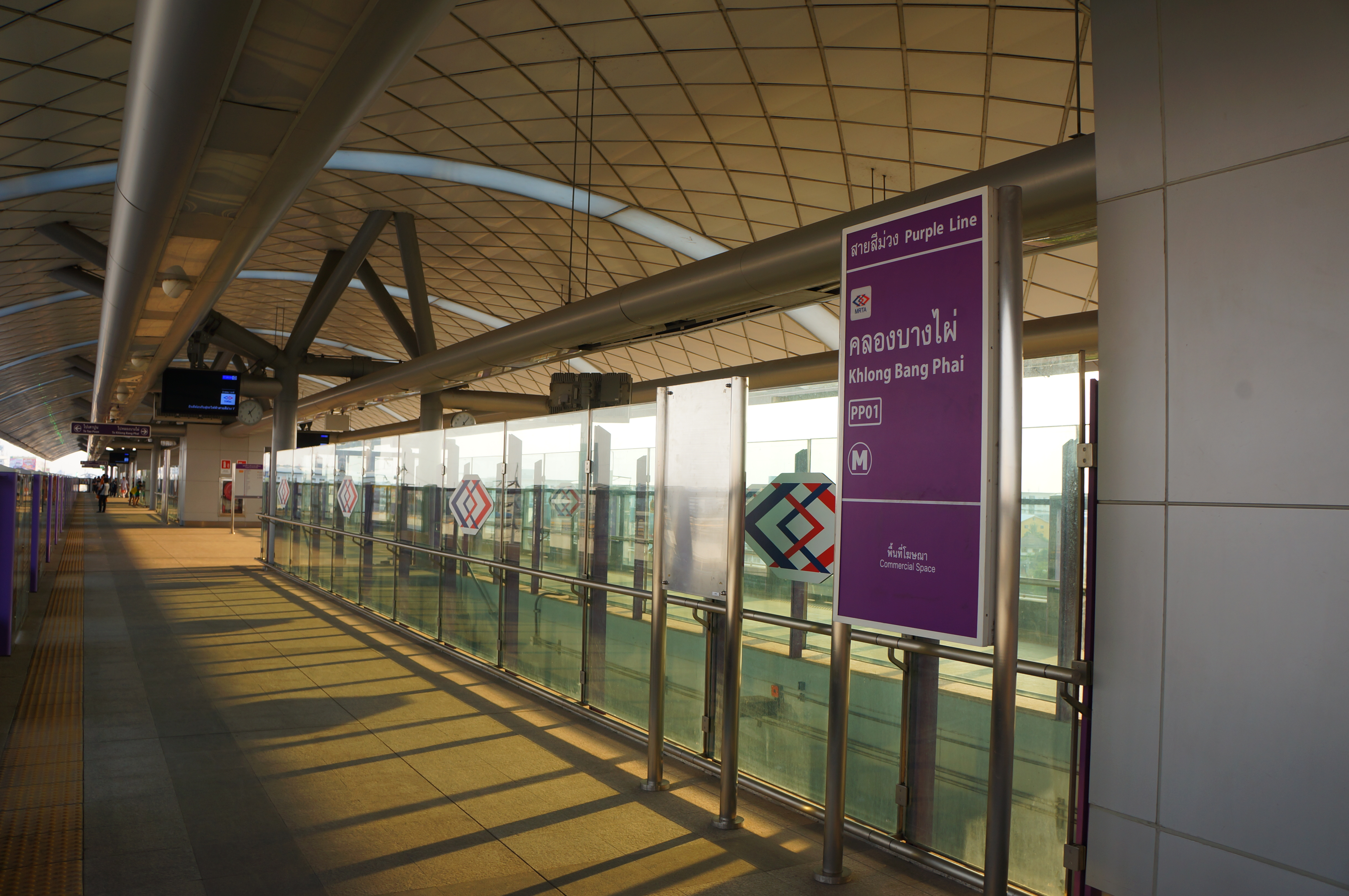
Bahnsteig der Station Khlong Bang Phai

Die violette Linie, offiziell Chalong-Ratchatham-Linie, wurde am 6. August 2016 eröffnet. Die Strecke verläuft von der Station Khlong Bang Phai in der Provinz Nonthaburi zur Station Tao Poon, an der eine Umsteigemöglichkeit zur blauen Linie besteht. Sie ist die erste Metrolinie, die zum Großteil außerhalb Bangkoker Stadtgebiets verläuft. Finanziert wurden die Kosten von 36 Milliarden Baht (720 Millionen Euro) für die 23 Kilometer lange Strecke durch die Japan Bank for International Cooperation. Allerdings sind die Kosten durch die abgegebenen Gebote überschritten worden.
Liste der Haltestellen
- Khlong Bang Phai (คลองบางไผ่)
- Talad Bang Yai (ตลาดบางใหญ่) – Einkaufszentrum CentralPlaza WestGate
- Sam Yaek Bang Yai (สามแยกบางใหญ่)
- Bang Phlu (บางพลู)
- Bang Rak Yai (บางรักใหญ่)
- Bang Rak Noi Tha It (บางรักน้อย-ท่าอิฐ)
- Sai Ma (ไทรม้า)
- Phra Nangklao Bridge (สะพานพระนั่งเกล้า)
- Yaek Nonthaburi 1 (แยกนนทบุรี 1) – Einkaufszentrum CentralPlaza Rattanathibet
- Bang Krasor (บางกระสอ)
- Nonthaburi Civic Centre (ศูนย์ราชการนนทบุรี) – Rathaus Nonthaburi und Makut Rommayasaran Park
- Ministry of Public Health (กระทรวงสาธารณสุข) – Gesundheitsministerium
- Yaek Tiwanon (แยกติวานนท์)
- Wong Sawang (วงศ์สว่าง)
- Bahnhof Bang Son (บางซ่อน) – Umsteigemöglichkeit zur SRT Hellrote Linie (Light Red Line) der State Railway of Thailand (SRT)
- Bahnhof Tao Poon (เตาปูน) – Umsteigemöglichkeit zur blauen Linie der Bangkok Metro

### Gelbe Linie
Die Gelbe Linie, offiziell Nakkhara-Phiphat-Linie, wurde am 3. Juli 2023 eröffnet der als Einschienenbahn mit 23 Haltestellen von Lat Phrao bis Samrong.
Anfang Juni 2023 öffnete die erste Teilstrecke der als ausgeführten gelben Linie im Probebetrieb mit 13 Haltestellen von Hua Mak bis Samrong. Im Endausbau umfasst die 30,4 km lange Linie 23 Haltestellen zwischen Lat Phrao und Samrong. Es fahren von Bombardier gelieferte Innovia Monorail 300.
Liste der Haltestellen
- Lat Phrao
- Phawana
- Chok Chai 4
- Lat Phrao 71
- Lat Phrao 83
- Mahat Thai
- Lat Phrao 101
- Bang Kapi
- Yaek Lam Sali
- Si Kritha
- Hua Mak
- Kalantan
- Si Nut
- Srinagarindra 38
- Suan Luang Rama IX
- Si Udom
- Si Iam
- Si La Salle
- Si Bearing
- Si Dan
- Si Thepha
- Thipphawan
- Samrong

### Pinke Linie
Die pinke Linie ist ebenfalls eine Einschienenbahnstrecke, die zwischen den Stationen Nonthaburi Civic Center und Min Buri über 34,5 Kilometer und 30 Stationen verläuft. Sie wurde seit dem 21. November 2023 im öffentlichen Probebetrieb mit Fahrgästen betrieben und am 18. Dezember 2023 offiziell eröffnet. Als Rollmaterial werden Fahrzeuge vom Typ Bombardier Innovia Monorail 300 eingesetzt.

### Im Bau befindliche Linien
Aktuell befindet sich die Orange Linie als konventionelle U-Bahn im Bau. Der erste Abschnitt zwischen den Stationen Yaek Rom Klao in Min Buri und Thailand Cultural Centre mit 17 Stationen auf einer Länge von 22,5 Kilometern, davon gut 8 Kilometer im nordöstlichen Streckenteil als Hochbahn, soll im August 2025 eröffnet werden. Der anschließende Abschnitt durch das Stadtzentrum nach Bang Khun Non mit einer Länge von 13,4 Kilometern und 11 Stationen soll im Dezember 2027 eingeweiht werden.
Außerdem befindet sich seit 2021 der Südabschnitt der Violetten Linie mit 17 Stationen über weitere 23,6 Kilometer von der derzeitigen Endstation Tao Pun über Rattanakosin, die Altstadt Bangkoks, bis Rat Burana im Bau. 14,3 Kilometer mit 10 Stationen befinden sich im Tunnel, weitere 9,3 Kilometer mit 7 Stationen werden als Hochbahn geführt. Im April 2025 waren gut die Hälfte der Bauarbeiten abgeschlossen, sodass weiterhin von einer Eröffnung in 2028 ausgegangen wird.

### Geplante Linien
Zusätzlich befindet sich mit der braunen Linie eine Einschienenbahnstrecke zwischen Khae Rai und Bueng Kumin in Planung, welche 22,1 Kilometer lang werden und über 20 Stationen verfügen soll.

## Fahrzeuge
Um die Möglichkeit offenzuhalten, Strecken gemeinsam mit dem Bangkok Skytrain zu betreiben, sind die Fahrzeugtypen beider Netze sehr ähnlich. Die Züge verkehren im Regelbetrieb fahrerlos.
Auf der blauen Linie werden von Siemens Mobility in Österreich hergestellte Triebzüge eingesetzt.
Zunächst wurden insgesamt 19 Züge beschafft, die seit der Eröffnung des Netzes 2004 eingesetzt werden.
Eine Dreiwageneinheit ist 65,1 m lang, 3,12 m breit und wiegt leer 107,0 t. Die Spurweite ist 1435 mm (Normalspur). Die Züge beziehen aus der Stromschiene Gleichstrom mit einer Spannung von 750 V, die zulässige Geschwindigkeit beträgt 80 km/h. Eine Einheit besteht aus zwei Triebwagen mit einem dazwischen laufenden Beiwagen (Achsfolge Bo’Bo’+2’2’+Bo’Bo’). Die maximale Anfahrbeschleunigung beträgt 1,3 m/s², die Bremsverzögerung 1,0 m/s². Eine Einheit bietet 126 Sitzplätze und 760 Stehplätze (6 Personen/m²), insgesamt also 886 Plätze. Bei maximal zulässiger Besetzung (175,4 t) erreicht die Achslast 15,4 t. An jedem Wagen befinden sich auf jeder Seite vier Türen. Der Wagenboden liegt 1160 mm über Schienenoberkante.
Um den erhöhten Fahrzeugbedarf abzudecken, welcher sich durch die Verlängerungen der blauen Linie von Hua Lamphong nach Lak Song sowie von Tao Poon nach Tha Phra ergibt, wurden bei Siemens im Jahr 2017 insgesamt 35 vierteilige Züge mit einer Kapazität von 800 Fahrgästen bestellt, die seit 2020 in Einsatz sind.
Auf der neuen violetten Linie sind seit 2016 insgesamt 21 dreiteilige Triebzüge aus japanischer Herstellung (u. A. East Japan Railway Company und Toshiba) im Einsatz.
Auf den Sattelbahnstrecken der gelben und der pinken Linie werden seit 2023 insgesamt 72 vierteilige Züge vom Typ Innovia 300 von Bombardier eingesetzt, die von CRRC Puzhen Bombardier Transportation Systems Limited (PBTS) gebaut und ab 2020 ausgeliefert wurden und eine Höchstgeschwindigkeit von 80 km/h erreichen.

Im Dezember 2024 wurde die Bestellung von insgesamt 53 Zügen bekanntgegeben, die von einem Konsortium aus Siemens Mobility, Bozankaya und ST Engineering Urban Solutions gebaut werden sollen, wobei 21 Züge für die blaue Linie und 32 Züge für die orange Linie vorgesehen sind.

Fahrzeugtypen der Metro Bangkok
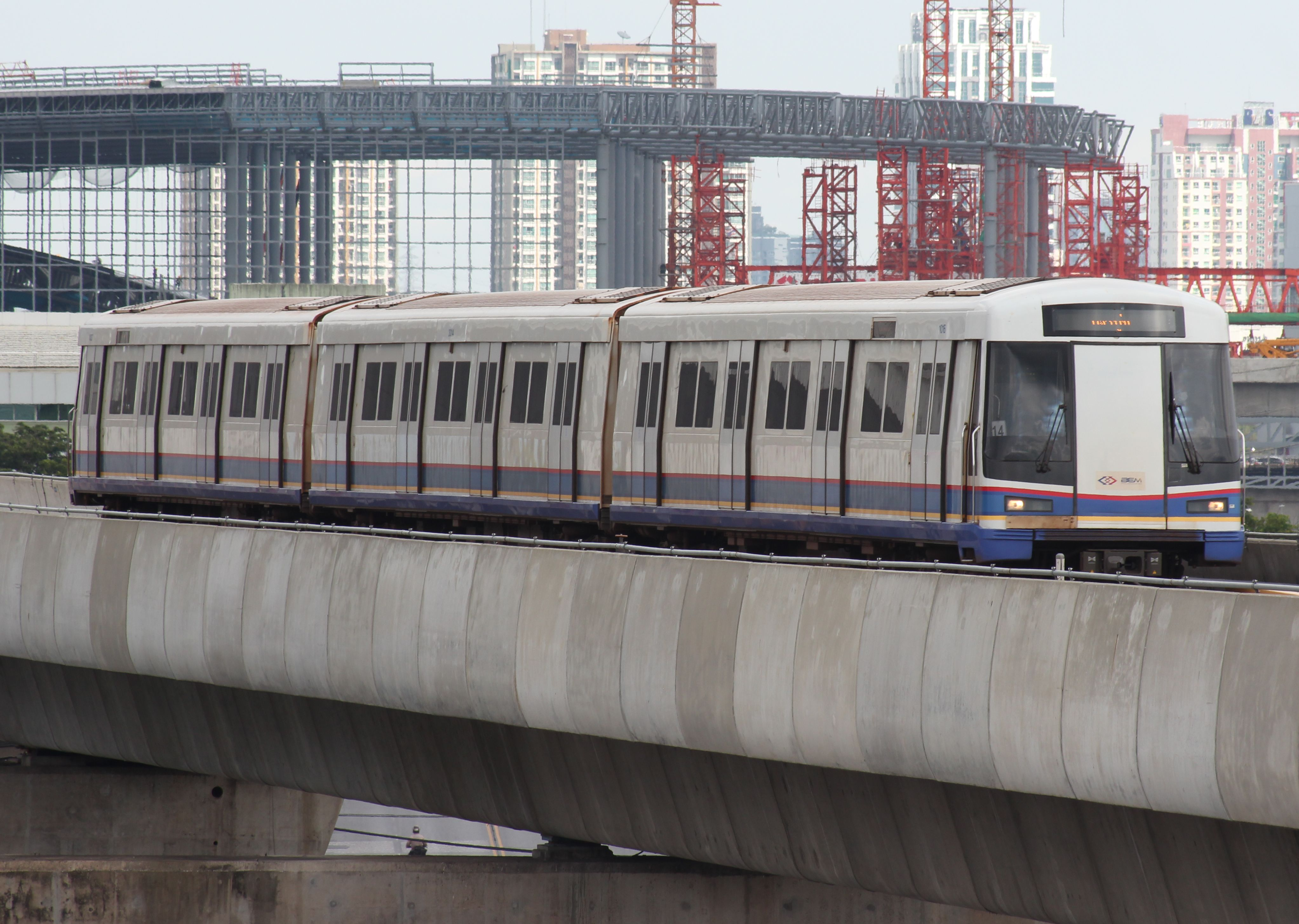
Von Siemens gebauter Zug der blauen Linie der ersten Generation
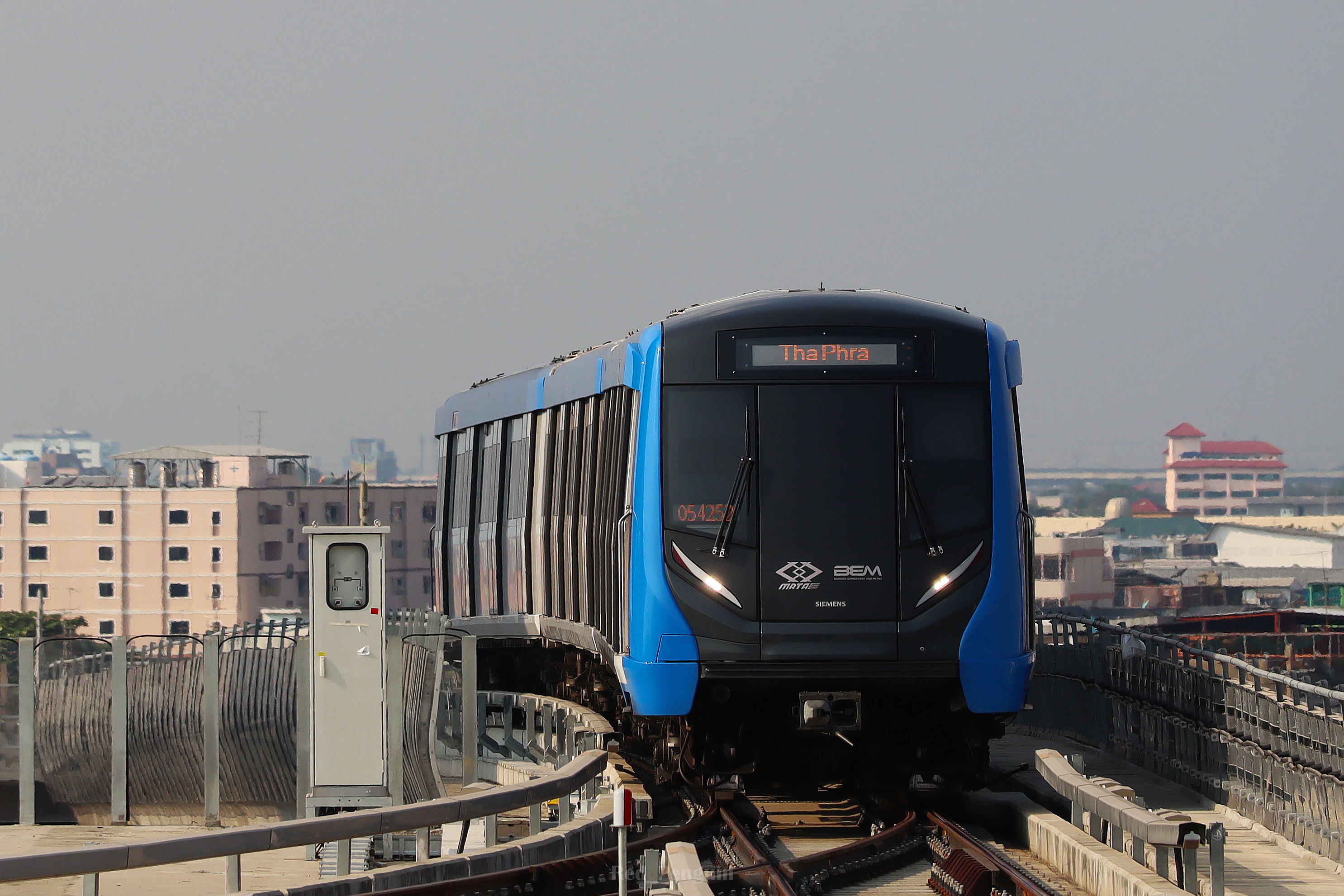
Von Siemens gebauter Zug der blauen Linie der zweiten Generation
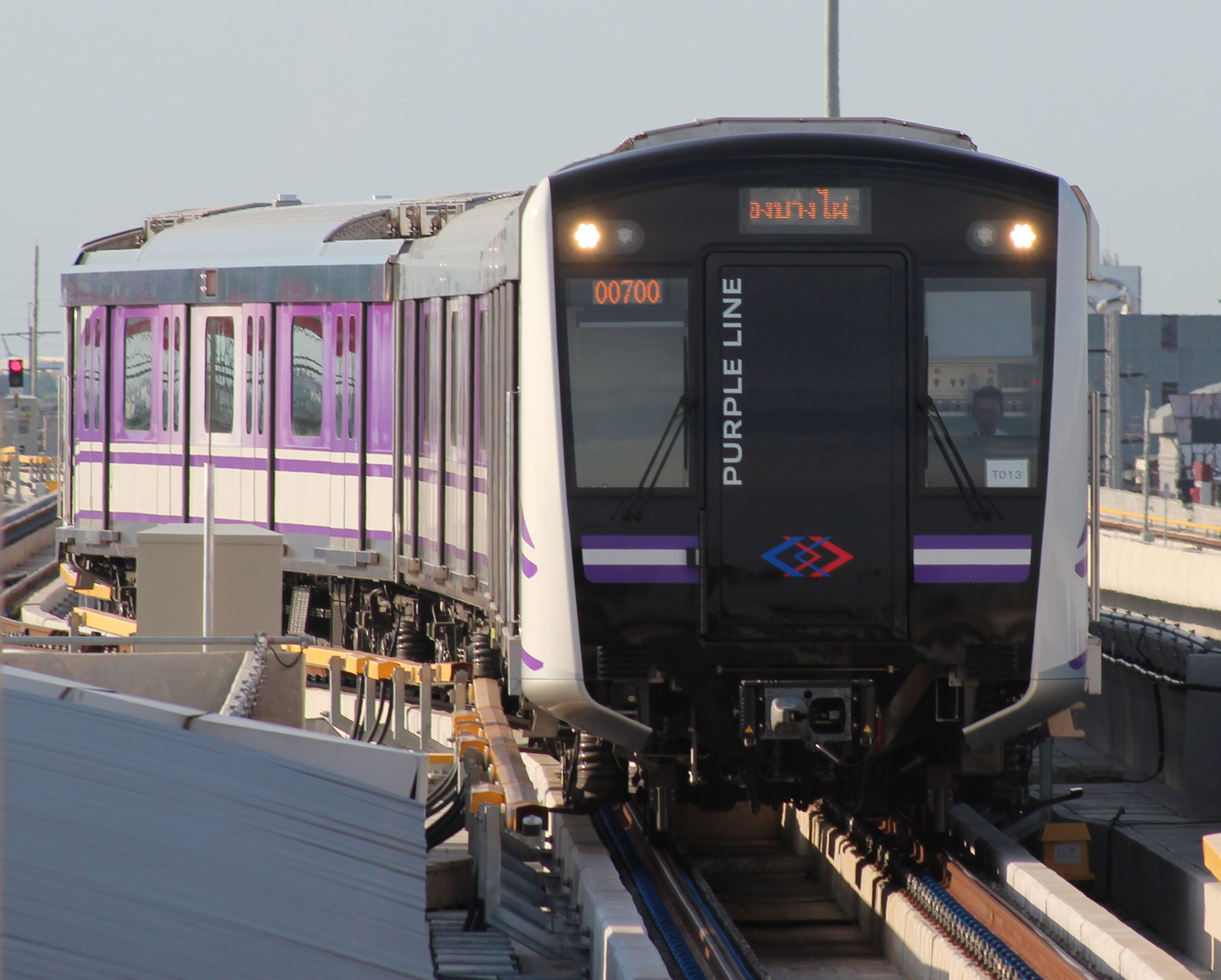
Von Toshiba und J-TREC gebauter Zug der violetten Linie
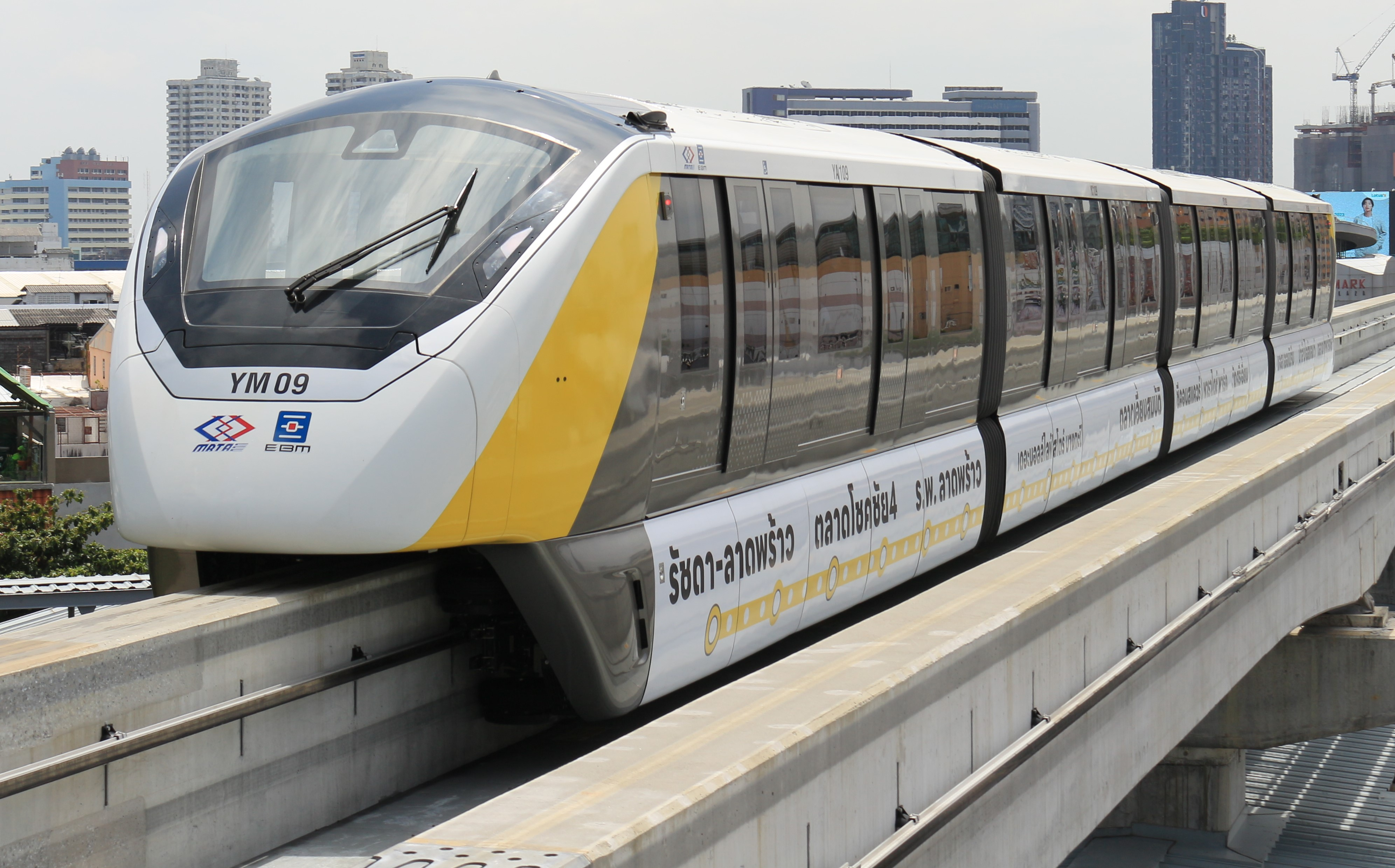
Von Bombardier und CRRC gebauter Zug vom Typ Innovia 300 der gelben und pinken Linie

## Vorkommnisse
Am 17. Januar 2005 kam es auf der blauen Linie zu einem Unfall, bei dem um 9.30 Uhr während der Hauptverkehrszeit in der Station Thailand Kulturzentrum (Thailand Cultural Centre) ein Leerzug rückwärts auf einen mit 700 Fahrgästen fast vollbesetzten Zug rollte. Dabei wurden mehr als 200 Menschen verletzt. Nach einer zweiwöchigen Unterbrechung wurde der Betrieb am 1. Februar wieder aufgenommen.